# Liste der Baudenkmäler in Birkenfeld (Unterfranken)
Auf dieser Seite sind die Baudenkmäler in der unterfränkischen Gemeinde Birkenfeld zusammengestellt. Diese Tabelle ist eine Teilliste der Liste der Baudenkmäler in Bayern. Grundlage ist die Bayerische Denkmalliste, die auf Basis des Bayerischen Denkmalschutzgesetzes vom 1. Oktober 1973 erstmals erstellt wurde und seither durch das Bayerische Landesamt für Denkmalpflege geführt wird. Die folgenden Angaben ersetzen nicht die rechtsverbindliche Auskunft der Denkmalschutzbehörde.
 Diese Liste gibt den Fortschreibungsstand vom 16. April 2020 wieder und enthält 31 Baudenkmäler.

## Baudenkmäler nach Ortsteilen

### Billingshausen
| Lage                           | Objekt                              | Beschreibung | Akten-Nr.              | Bild           |
| ------------------------------ | ----------------------------------- | --- | ---------------------- | -------------- |
| Castellstraße 19 (Standort)    | Portal                              | Rundbogiger Kellerzugang, Sandstein, bezeichnet „1800“ | D-6-77-119-26 Wikidata | BW             |
| Hinterdorf 11 (Standort)       | Bauernhaus                          | Zweigeschossiges giebelständiges Fachwerkhaus mit Satteldach über hohem Kellersockel mit Freitreppe, 18. Jahrhundert, Umbau 1858 | D-6-77-119-32 Wikidata | BW             |
| Nähe Friedhofstraße (Standort) | Sühnekreuz                          | Mit Ritzzeichnung eines Schwertes oder Dolches, Sandstein, spätmittelalterlich | D-6-77-119-31 Wikidata | BW             |
| Untertorstraße 1 (Standort)    | Portal                              | Ornamentierter Türrahmen mit geradem Sturz und Oberlicht, Sandstein, bezeichnet „1822“ | D-6-77-119-27 Wikidata | weitere Bilder |
| Untertorstraße 4 (Standort)    | Evangelisch-lutherische Pfarrkirche | Saalkirche mit Satteldach und verschiefertem Dachreiter mit Spitzhelm, Putzfassade mit spitz- und rundbogigen Sandsteinrahmungen, im Kern romanisch 12./13. Jahrhundert, nachgotischer Umbau 1585, ehemaliger Chor durch Neubau ersetzt; mit Ausstattung                                                                        | D-6-77-119-25 Wikidata | weitere Bilder |
| Untertorstraße 4 (Standort)    | Kirchhofmauer                       | Bruchstein, wohl mittelalterlich; an der Ostseite Gaden mit Fachwerk | D-6-77-119-25 Wikidata | BW             |
| Untertorstraße 7 (Standort)    | Bauernhaus                          | Zweigeschossiger traufseitiger Satteldachbau mit verputztem Fachwerkobergeschoss und Rundbogendurchfahrt mit altem Torflügel, bezeichnet „1843“ | D-6-77-119-28 Wikidata | weitere Bilder |
| Untertorstraße 11 (Standort)   | Tür                                 | Geschnitzte Rahmenfüllungstür, Holz, wohl 1843 (Jahreszahl am Haus) | D-6-77-119-29 Wikidata | BW             |
| Zellinger Straße 2 (Standort)  | Bauernhof                           | Auf Symmetrie angelegte Anlage von Wohnhaus, Hoftor und Nebengebäude mit einheitlich errichteter Fassade, zweigeschossige traufständige Satteldachbauten mit sparsam gegliederter Sandsteinquaderfassade und zentralem Hoftor, der Fenstergliederung des Wohnhauses entsprechen Blindfenster am Nebengebäude, bezeichnet „1843“ | D-6-77-119-30 Wikidata | BW             |

### Birkenfeld
| Lage                                                                            | Objekt                                                 | Beschreibung | Akten-Nr.              | Bild                                                   |
| ------------------------------------------------------------------------------- | ------------------------------------------------------ | --- | ---------------------- | ------------------------------------------------------ |
| Am Rothen Berg (Standort)                                                       | Bildstock                                              | Mit Herz-Jesu-DarstellungTischsockel mit Säule und kreuzbekrönter Tonnendach-Nischaufsatz, am Aufsatz seitliche Flügel mit Fruchtgehängen, Sandstein, bezeichnet „1716“ | D-6-77-119-2 Wikidata  | BW                                                     |
| Billingshäuser Straße (Standort)                                                | Bildstock                                              | Postament mit Inschriftpfeiler sowie kreuzbekröntem Kreuztonnendachaufsatz mit Flachnische, Sandstein, bezeichnet „1650“ | D-6-77-119-3 Wikidata  | BW                                                     |
| Brunnenstraße (Standort)                                                        | Brunnenstube, sogenannter Sankt-Johannes-Brunnen       | Kleiner rechteckiger Quaderbau mit Rundbogenöffnungen sowie flacher Abdeckung mit umlaufendem Gesims und Bekrönung durch St. Nepomuk-Statue, Sandstein, 18./19. Jahrhundert | D-6-77-119-4 Wikidata  | weitere Bilder                                         |
| Brunnenstraße 28 (Standort)                                                     | Bauernhof, Wohnhaus                                    | Zweigeschossiges Zierfachwerkhaus mit giebelständigem Satteldach, Erdgeschoss bezeichnet „1663“, Obergeschoss bezeichnet „1746“ | D-6-77-119-5 Wikidata  | weitere Bilder                                         |
| Brunnenstraße 28 (Standort)                                                     | Bauernhof, Hoftor                                      | Holzkonstruktion mit Satteldach, Durchfahrt und Pforte mit Madonnennische, 18./19. Jh. | D-6-77-119-5 Wikidata  | weitere Bilder                                         |
| Brunnenstraße 30 (Standort)                                                     | Kreuz                                                  | Geschweifter Sockel mit Kruzifix, Rokoko, bezeichnet „1769“ | D-6-77-119-6 Wikidata  | BW                                                     |
| Burgstraße 1 (Standort)                                                         | Madonnenfigur                                          | Bemaltes Holz, neugotisch, zweite Hälfte 19. Jahrhundert | D-6-77-119-7 Wikidata  | BW                                                     |
| Eselsberg, Kreisstraße MSP 43 (Standort)                                        | Bildstock                                              | Postament und Pfeiler sowie Kreuzkuppeldach-Aufsatz mit Flachnische, Sandstein, Spätrenaissance, bezeichnet „1651“ | D-6-77-119-16 Wikidata | BW                                                     |
| Fleischhecke ()                                                                 | Bildstock                                              | Mit schmerzhafter Muttergottes; nicht nachqualifiziert, im Bayerischen Denkmal-Atlas nicht kartiert | D-6-77-119-24 Wikidata |                                                        |
| Heidenfelder Weg (Standort)                                                     | Bildstock, Prozessionsaltar                            | Geschwungener Inschrift-Stipes mit rundbogigem kreuzbekröntem Tabernakelaufsatz und Reliefretabel Heilige Familie, Sandstein, bezeichnet „1782“ | D-6-77-119-19 Wikidata | BW                                                     |
| Heidenfelder Weg (Standort)                                                     | Feldkapelle                                            | Kleiner verputzter Satteldachbau mit tonnengewölbtem Innenraum, bezeichnet „1804“ (erneuert) | D-6-77-119-15 Wikidata | BW                                                     |
| Kirchgasse 2 (Standort)                                                         | Ehemaliger Gasthof Grüner Baum                         | Gasthof, zweigeschossiger Krüppelwalmdachbau mit Zierfachwerkobergeschoss in Ecklage, bezeichnet „1692“, Renovierung bezeichnet „1911“ | D-6-77-119-8 Wikidata  | weitere Bilder                                         |
| Kirchgasse 2 (Standort)                                                         | Nebengebäude                                           | Zweigeschossiges verputztes Fachwerkhaus mit traufständigem Satteldach und Durchfahrt im Erdgeschoss, 19. Jh. | D-6-77-119-8 Wikidata  | BW                                                     |
| Kirchgasse 7 (Standort)                                                         | Katholische Pfarrkirche St. Valentin                   | Teilweise verputzte Saalkirche mit Satteldach sowie eingezogenem Chor mit Rundapsis, seitlicher Turm mit Spitzhelm, romanisches Erdgeschoss des Turmes 12./13. Jahrhundert, nachgotische Aufstockung mit Spitzhelm um 1611, neuromanisches Langhaus bezeichnet „1841“, neobarocke Vorlaube mit Treppenturm erstes Viertel 20. Jahrhundert; mit Ausstattung | D-6-77-119-9 Wikidata  | weitere Bilder                                         |
| Langgasse, Am Rothen Berg (Standort)                                            | Prozessionsaltar                                       | Ornamentierter Stipes und kreuzbekrönter Tabernakelaufsatz mit reliefiertem Engelskopf und Blumenvasen, Sandstein, bezeichnet „1791“ | D-6-77-119-1 Wikidata  | BW                                                     |
| Langgasse (Standort)                                                            | Bildstock                                              | Postament mit Pfeiler sowie Flachnischenaufsatz mit Kreuzrelief und Voluten, Sandstein, bezeichnet „1867“ | D-6-77-119-11 Wikidata | BW                                                     |
| Langgasse (Standort)                                                            | Kreuz                                                  | Inschriftsockel mit Kruzifix, Sandstein, bezeichnet „1830“ | D-6-77-119-10 Wikidata | weitere Bilder                                         |
| Mönchäcker; Straße nach Remlingen, an der Abzweigung zum Johanneshof (Standort) | Bildstock                                              | Postament und Säule mit Inschriftkapitell und Kreuztonnendach-Aufsatz, Sandstein, Säule 17./18. Jahrhundert, Aufsatz bezeichnet „1822“ | D-6-77-119-14 Wikidata | Bildstock                                              |
| Mühlweg 2 (Standort)                                                            | Heiligenfigur Christkönig-Statue                       | Bemalter Stein, neugotisch, zweite Hälfte 19. Jahrhundert | D-6-77-119-12 Wikidata | BW                                                     |
| Neubaustraße 3 (Standort)                                                       | Bildstock                                              | Postament und Säule mit rundbogigem Flachnischenaufsatz, Kreuzbekrönung und Voluten, Sandstein, bezeichnet „1631“ | D-6-77-119-13 Wikidata | BW                                                     |
| Ölberg (Standort)                                                               | Kreuzweg unter Bäumen                                  | 15 Kreuzwegstationen in Form von Prozessionsaltären mit kreuzbekrönten Giebelaufsätzen und eingestellten Gemälden, Sandstein, 19. Jahrhundert | D-6-77-119-20 Wikidata | weitere Bilder                                         |
| Ölberg (Standort)                                                               | Kreuzwegkapelle, nach 1918 Gefallenengedächtniskapelle | Einfacher Satteldachbau mit Pyramidendach-Dachreiter sowie offener Vorlaube mit geschnitzten Holzsäulen, im Kern 1843, Umbau und Erweiterung 1918 | D-6-77-119-20 Wikidata | Kreuzwegkapelle, nach 1918 Gefallenengedächtniskapelle |
| Ölberg (Standort)                                                               | Ölberg                                                 | Rundbogige Relieftafel, Sandstein, Joh. Schäfer, bezeichnet „1833“ | D-6-77-119-20 Wikidata | BW                                                     |
| Ölberg (Standort)                                                               | Kreuzigungsgruppe                                      | Sockel mit Kruzifix und Assistenzfiguren, Sandstein, 18./19. Jahrhundert | D-6-77-119-20 Wikidata | Kreuzigungsgruppe                                      |
| Räuschl (Standort)                                                              | Bildstock                                              | Ornamentierter Pfeiler mit geschwungenem Reliefaufsatz Heilige Dreifaltigkeit unter Draperie, Sandstein, Rokoko, zweite Hälfte 18. Jahrhundert | D-6-77-119-17 Wikidata | BW                                                     |
| Schleifweg (Standort)                                                           | Bildstock                                              | Säule mit kreuzbekröntem Tonnendach-Nischenaufsatz sowie seitlichen Flügeln mit Fruchtgehängen, Sandstein, bezeichnet „1713“ | D-6-77-119-23 Wikidata | BW                                                     |

### Johannishof
| Lage                    | Objekt      | Beschreibung                                          | Akten-Nr.              | Bild           |
| ----------------------- | ----------- | ----------------------------------------------------- | ---------------------- | -------------- |
| Stadtkapelle (Standort) | Feldkapelle | Kleiner verputzter Satteldachbau, 19./20. Jahrhundert | D-6-77-119-18 Wikidata | weitere Bilder |

### Weidenmühle
| Lage                   | Objekt      | Beschreibung                                                                      | Akten-Nr.              | Bild |
| ---------------------- | ----------- | --------------------------------------------------------------------------------- | ---------------------- | ---- |
| Kalte Leite (Standort) | Feldkapelle | Kleiner verputzter Satteldachbau mit Gewölbetonne, 19./20. Jahrhundert (erneuert) | D-6-77-119-22 Wikidata | BW   |